# Shovel Knight Dig

Shovel Knight Dig — гра на платформі roguelite, розроблена Nitrome і Yacht Club Games. Це третя гра серії Shovel Knight і приквел оригіналу. Він був випущений 23 вересня 2022 року для Nintendo Switch, Windows, macOS і iOS через Apple Arcade. У грі розповідається про те, як головний герой Шовел Найт бореться з ворогами та збирає скарби, подорожуючи кількома різними рівнями, намагаючись повернути свою вкрадену сумку зі скарбами у злодія, на ім'я Дріл Найт. Коли гравець помирає, він втрачає всі отримані покращення, повертаючись на поверхню з часткою скарбів, які вони зібрали під час гри. На поверхні вони можуть витрачати скарби на різноманітні предмети, які полегшують ігровий процес.
Yacht Club Games почали демонструвати втому від підтримки франшизи Shovel Knight протягом кількох років і вирішили передати розробку студії мобільних ігор Nitrome. Обидва розробники задумали Shovel Knight Dig як гру в стилі аркади, де гравець постійно рухається вниз. Команди назвали Даунвелла одним із найперших джерел натхнення для гри, а надалі вплинули на неї Spelunky та Dig Dug.
Shovel Knight Dig було запущено для Nintendo Switch, Windows, macOS та iOS (через Apple Arcade) 23 вересня 2022 року. Гра отримала загалом схвальні відгуки критиків, які хвалили дизайн рівнів, босів, графіку та музику. Однак стиль геймплея roguelike розділив рецензентів, і багато хто вважав його непотрібним доповненням. Безкоштовний DLC під назвою Fate and Fortune вийшов для iOS і ПК 17 березня 2023 року.

## Ігровий процес
Shovel Knight Dig — гра на платформі roguelite. Керуючи однойменним авантюристом, гравець спускається в яму, щоб зупинити лиходія Лицаря-свердла та його прихильників, Гексаваторів. Shovel Knight може стрибати, копати горизонтально та вниз, атакувати лопатою та підстрибувати від ворогів та предметів. Проходження складається з чотирьох окремих розділів, кожен з яких складається з трьох процедурно згенерованих рівнів і битви з босом з одним із Hexcavators.
Коли гравець просувається між розділами, він стикається з секретними проходами, шкідливими перешкодами та колекційними скарбами. Гравці не можуть залишатися на одному місці надто довго, інакше нестримний гудок буде слідувати за ними через рівень і вб'є Лицаря Лопати після контакту. Ігровий процес зосереджений на тому, щоб зібрати якомога більше скарбів, щоб придбати корисні покращення в магазинах, як-от збільшення життєвих очок або реліквії обмеженого використання, які надають різні ефекти.
Окрім магазинів, Shovel Knight може знайти три золоті шестерні на кожному рівні як додаткову ціль, яка дає додаткове здоров'я або посилення, якщо всі зібрані. Shovel Knight Dig часто порівнюють із Downwell, оскільки в обох є копання з вертикальної перспективи, боротьба з ворогами та збирання скарбів. Функція постійної смерті призводить до того, що Shovel Knight втрачає всі покращення після смерті, повертаючи гравця на поверхню з частиною зібраного скарбу. На поверхні гравець може витратити скарб на різноманітні предмети, включно з квитками, які дозволяють Shovel Knight почати з наступного розділу, комплектами броні, які дають корисні переваги, або ключами, які можна використовувати для розблокування нових реліквій.

## Сюжет
Shovel Knight Dig є приквелом до Shovel Knight (2014) і є хронологічно першою грою в її часовій шкалі. Неприємний злодій, на ім'я Дріл Найт викрадає сумку зі скарбами Шовла Найта, врятувавшись, викопавши яму глибоко під землею. Розгніваний Шовел Найт слідує за Дрілом Найтом у яму, дізнавшись, що його супротивник зібрав копальну команду злих лицарів під назвою «Гекскаватори». Пізніше Шовел Найт збирається зі своїм партнером по пригодам Шилдом Найтом, і вони вирішують перемогти Дріля Найта та повернути мішок. Після спуску в яму та перемоги над кількома екскаваторами Шовел Найт повертається на поверхню, спостерігаючи, як сусідня Вежа Долі провалюється під землю через тунелі Дрила Найта. Наздогнавши Hexcavators, Shovel Knight дізнається, що команда була зібрана для пошуку таємного скарбу, який вони мають намір продати в обмін на багатство та славу. У підземному замку Дріля Найта Лицар-Щит залишається, щоб стримувати пастки замку, залишаючи Лицаря Лопату протистояти Лицарю Буру наодинці. Вийшовши переможцем, Лицар Лопати повертає свою сумку та повертається на поверхню разом із Лицарем Щитом.
Якщо гравець виконує кілька необов'язкових головоломок протягом проходження гри, натомість він отримує альтернативне закінчення. Під час бою з Дрілом Найтом Шовел Найт випадково відкриває підлогу, відкриваючи приховане сховище, пов'язане з Вежею Долі. Вставляючи чарівні дорогоцінні камені, отримані під час перемоги над Hexcavators, Shovel Knight відчиняє камеру, а Drill Knight увіходить у неї після того, як він розуміє, що вона веде до таємного скарбу. Лицар Лопати кидається в погоню, протистоячи Гексаваторам саме тоді, коли вони розкопують скарб: магічний амулет, у якому живе злий дух, на ім'я Чарівниця. Дріл Найт випадково звільняє Чарівницю, дозволяючи духу перетворити його на могутнього монстра. Shovel Knight і Shield Knight працюють разом, щоб перемогти монстра, запечатуючи Чарівницю назад всередині амулета. Вежа Долі починає підійматися на поверхню, змушуючи їх залишити амулет і втекти з діри, що руйнується. У сцені після титрів Шовел Найт показує своєму партнеру стару реліквію, яку він зберігав у сумці, яку він використовує, щоб відкрити таємний вхід до їхньої колишньої схованки, Нори. Вони вирішують повернути амулет з Вежі Долі та запобігти використанню його для зла. 

## Розробка та випуск
Shovel Knight Dig було розроблено у співпраці Yacht Club Games, творця оригінального Shovel Knight, і студії мобільних ігор Nitrome. Команда Yacht Club Games почала демонструвати втому від підтримки франшизи Shovel Knight протягом кількох років і вирішила передати розробку нової гри третій стороні. Розробником нової гри було обрано Nitrome, причому обидві студії задумали Shovel Knight Dig як гру в аркадному стилі, де гравець постійно рухається вниз. Розробка тривала загалом чотири роки, Yacht Club Games відкрито обговорювали різні концепції та ідеї з Nitrome, перевіряючи команду щотижня. Команди назвали Даунвелла одним із найперших джерел натхнення для гри, а надалі вплинули на неї Spelunky та Dig Dug.
Shovel Knight Dig було оголошено без дати випуску 28 серпня 2019 року та було відкладено в листопаді 2021 року на 2022 рік. Гру було запущено для Nintendo Switch, Windows, macOS та iOS (через Apple Arcade) 23 вересня 2022 року Безкоштовне оновлення DLC під назвою Fate and Fortune було випущено для iOS і ПК 17 березня 2023 року, представляючи зміни в якості життя, музичний трек від Джейка Кауфмана та новий " Режим Лицаря ", доступний для гравців, які вже пройшли гру.

## Рецепція
Відповідно до агрегатора оглядів Metacritic, Shovel Knight Dig отримав «загалом схвальні» відгуки.
Критики назвали гру гідною наступницею Shovel Knight і визнали її геймплей непередбачуваним і напруженим. Багато хто порівнював гру з Downwell, і високо оцінив геймплей платформи, вважаючи, що він нагадує оригінальну гру. Однак механіка roguelike розділила критиків. Destructoid здавалося, ніби гра ефективно поєднує платформер із задовільним стилем roguelike, тоді як інші рецензенти вважали, що ці механізми були непотрібними. Game Informer писав, що він рідко думав про функції roguelike під час гри, і відчував, що стиль прогресу, звичний для інших ігор цього жанру, відсутній. PCMag повторив цю думку, сказавши, що Shovel Knight Dig не є унікальною на ринку інді-ігор, насиченому стилем roguelike.
Графіка та музика гри отримали схвалення. Electronic Gaming Monthly сподобалося порівняння стилю графіки та музики з іграми 16-бітної ери, сказавши, що це виглядає як оновлення порівняно з оригінальним дизайном Shovel Knight, натхненним 8-бітами. Nintendo Life погодився з цією думкою, хоча він зазначив, що музика менш запам'ятовується, ніж оригінал, що, за його словами, може бути наслідком швидкого ігрового процесу. Інші рецензенти високо оцінили бої з босами, які TouchArcade визнали найбільш схожими аспектами ігрового процесу до оригіналу.
Дизайн рівнів був сприйнятий позитивно, хоча рецензенти відзначили, що їхні макети з часом стануть знайомими. Destructoid відчував, ніби деякі покоління рівнів легші, ніж інші, і помітив, що процедурне покоління поступово змінюватиме розташування та поведінку ворогів. GameSpot сподобалося це доповнення, сказавши, що «Це як магічний трюк: знову і знову ви бачитимете речі, які однакові, але водночас різні». З іншого боку, PCMag писав, що рівні ставатимуть усе менш цікавими, коли гравець вивчатиме їхню унікальну механіку, кажучи, що порівняно з оригінальним Shovel Knight, « Dig виглядає як крок назад». Nintendo Life не погодилася, написавши, що згенеровані рівні створені людьми, а не комп'ютерними програмами, через їх унікальну механіку. Рецензент визнав гру складною та добре зробленою платформерною програмою, попри те, що назвав її коротшою частиною серії.